# 아동학대범죄의 처벌 등에 관한 특례법
아동학대범죄의 처벌 등에 관한 특례법은 대한민국의 법률로 아동학대범죄의 처벌 및 그 절차에 관한 특례와 피해아동에 대한 보호절차 및 아동학대행위자에 대한 보호처분을 규정함으로써 아동을 보호하여 아동이 건강한 사회 구성원으로 성장하도록 함을 목적으로 한다.

## 참고 문헌
- 아동학대특례법 내일 시행…처벌 강화 헤럴드경제 2014-09-28

## 같이 보기
- 친권상실
- 아동보호법
- 대한민국 형법 제273조 학대, 존속학대
- 대한민국 형법 제275조 유기등 치사상
- 대한민국 형법 제277조 중체포, 중감금, 존속중체포, 존속중감금
- 대한민국 형법 제125조 폭행, 가혹행위